# Hans Kohoutek
Hans Kohoutek (eigentlich Johannes Kohoutek; * 2. November 1911 in Leipzig; † 2013 in Berlin) war ein deutscher Polizeioffizier in der Sowjetischen Besatzungszone und in der DDR. Er war Polizeipräsident in Chemnitz, Leiter der Hauptabteilung Betriebsschutz, Leiter der Verwaltung Strafvollzug (VSV) des Ministeriums des Innern der DDR (MdI) und Chef der Bezirksbehörde Leipzig der Deutschen Volkspolizei (BDVP).

## Leben
Kohoutek war das einzige Kind eines tschechischen Schneiders und eines deutschen Dienstmädchens. Er erlernte ab 1926 den Beruf des Drogisten. Während der Lehrzeit trat er in den Jung-Spartakus-Bund ein, wurde Mitglied der Angestelltengewerkschaft und 1929 der Proletarischen Freidenker-Jugend. Kohoutek arbeitete als Buchhalter und wurde 1932 Mitglied der KPD.
Nach der Machtergreifung der Nationalsozialisten leistete er antifaschistische Widerstandsarbeit. Am 21. März 1933 wurde er verhaftet und in das Leipziger Gefängnis Elisenburg eingeliefert. Kurz darauf wurde er wegen Verstoßes gegen die Gottlosenverordnung zu drei Monaten Gefängnis verurteilt. Auf Grund der Hindenburg-Amnestie wurde er schon nach vier Wochen entlassen. Er leistete aber weiterhin illegale Arbeit und wurde 1934 erneut verhaftet und im Oktober 1935 wegen Fortführung der Tätigkeit in der illegalen kommunistischen Partei zu einem Jahr Gefängnis verurteilt. Die Strafe verbüßte er in den Gefängnissen Leipzig, Bautzen und Löbau. Nach der Haftentlassung war er arbeitslos. Er stand unter Polizeiaufsicht und musste sich fast täglich bei der Polizei melden. Zu Beginn des Zweiten Weltkriegs galt er noch als wehrunwürdig. Doch im Verlauf des Krieges wurde er 1940 zum Kriegsdienst in die Wehrmacht eingezogen. Er kam als Funker in eine Nachrichten-Einheit. Während eines Einsatzes an der Ostfront lief er im Februar 1944 zur Roten Armee über und kam in sowjetische Kriegsgefangenschaft. Er wurde Kursant der Antifa-Frontschule der 1. Ukrainischen Front und Angehöriger des Nationalkomitees Freies Deutschland (NKFD). Im Auftrag des NKFD nahm er bereits im April 1944 an der Seite der Truppen der 1. Ukrainischen Front am Kampf gegen die deutsche Wehrmacht teil. Er war an Propagandasendungen beteiligt und verbreitete Flugblätter an der Front. Mit der 197. Schützendivision der 3. Gardearmee gelangte er Anfang Mai 1945 über Krakau und Breslau nach Radebeul.
Hier wurden ihm am 11. Mai 1945 von der sowjetischen Besatzungsmacht schutzpolizeiliche Aufgaben übertragen. Er blieb vorerst im Raum Chemnitz und Dresden, da seine Heimatstadt Leipzig noch von den Amerikanern besetzt war. Am 11. August 1945 wurde er von Hermann Matern als Polizeipräsident in Annaberg eingesetzt. Als VP-Kommandeur (Oberstleutnant) übergab er im Juli 1949 das Volkspolizeikreisamt (VPKA) Annaberg an seinen Nachfolger und ging als Polizeipräsident nach Chemnitz (Nachfolger von Johannes Dick). Nach 18 Monaten wurde er am 1. März 1951 Leiter der Hauptabteilung Betriebsschutz des MdI in Berlin, die aus der Schutzpolizei herausgelöst und als selbständiger Dienstzweig etabliert wurde. Er wurde zum VP-Inspekteur (Oberst) befördert und absolvierte während dieser Zeit ein dreijähriges Fernstudium an der Parteihochschule der SED. Im Jahr 1957 wurde er Chef der Bezirksbehörde Leipzig der Deutschen Volkspolizei (BDVP). Gleichzeitig war er Mitglied der SED-Bezirksleitung Leipzig und Abgeordneter des Bezirkstages. Kohoutek wurde zum 1. Januar 1962 zum Leiter der Verwaltung Strafvollzug (VSV) des MdI berufen, trat aber erst im April 1962 sein Amt an (Nachfolger des amtierenden Leiters Werner Jauch, der wieder seine Funktion als Stellvertreter der VSV einnahm). Sein unkooperatives Verhalten gegenüber dem Ministerium für Staatssicherheit führte 1965 zu seiner Ablösung. Kohoutek wurde 1970 aus dem Polizeidienst entlassen und lebte in Berlin-Hohenschönhausen. Kohoutek starb im Alter von 101 Jahren.

## Auszeichnungen
- 1981 Ehrenspange zum Vaterländischen Verdienstorden in Gold
- 1986 Orden Stern der Völkerfreundschaft in Silber